# That Nazty Nuisance
That Nazty Nuisance est un moyen métrage américain en noir et blanc réalisé par Glenn Tryon, sorti en 1943. Ce film est également connu sous les noms de Double Crossed Fool (titre TV international) et The Last Three.

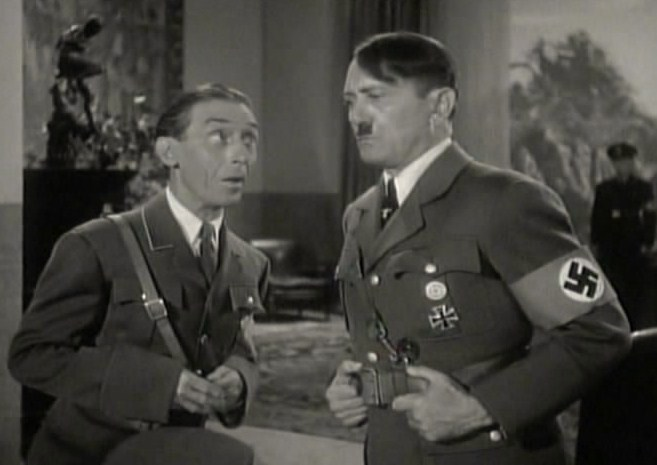
Goebbels (Charley Rogers) s'entretient avec Hitler (Bobby Watson).

Ce film est la suite de The Devil with Hitler et fait partie des 29 « Streamliners » tournés par Hal Roach (Hal Roach's Streamliners (en)).

## Synopsis
Le Führer allemand Adolf Hitler entreprend un voyage secret dans le pays oriental de « Norom » pour négocier un traité avec le grand chef sanguinaire Paj Mub, principalement parce que ce dernier insiste pour rencontrer Hitler personnellement au lieu d'établir des relations par l'intermédiaire de l'émissaire d'Hitler, le Kapitan von Popoff. Cependant, malgré l'insistance d'Hitler à ne rien dire et les efforts de Goebbels pour les induire en erreur, ses partenaires de l'Axe, l'Italien Benito Mussolini et le Japonais Suki Yaki, se présentent spontanément au quai des sous-marins et s'invitent au voyage.
Au même moment, un navire de ravitaillement américain vient d'être coulé par un sous-marin allemand. Mais l'équipage, sous la direction du capitaine Spense, s'échappe à bord d'un canot de sauvetage. Ils débarquent incidemment sur Norom, où ils découvrent le camp du Grand Chef. Et alors que le matelot Benson effectue une reconnaissance, il rencontre Kela, la jeune assistante d'un magicien alcoolique, qui lui apprend que son maître a été engagé par Paj Mub pour une représentation exclusive en l'honneur de la prochaine réception d'Hitler. Benson a spontanément l'idée de se faire passer pour le magicien et se faufile dans le camp, où Kela l'initie à l'utilisation des accessoires dudit magicien. Au même moment, Spense et le reste de ses hommes assistent à l'arrivée et au débarquement d'Hitler sur l'île (bien qu'ils ne le reconnaissent pas à distance) et décident d'enquêter.
Prévenus par Popoff de ne pas déplaire au Grand Chef (sous peine de perdre non seulement la chance d'obtenir ce contrat, mais peut-être aussi leur tête), Hitler et ses partenaires rencontrent Paj Mub, qui les invite à dîner avant de signer le traité. Cependant, Benson fait tout son possible pour gâcher la réunion : d'abord, en ajoutant du poivre à la soupe servie (Hitler et Suki Yaki la trouvent peu appétissante, tandis que Mussolini la trouve fade), puis en remplaçant le vin des invités par du kérosène. Benson, en magicien, entre alors en scène et fait une démonstration de l'illusion de la malle magique, échangeant Kela contre lui-même. Paj Mub apprécie et insiste pour que l'un des trois partenaires de l'Axe entre ensuite dans la boîte. Hitler refuse parce qu'il aime son apparence, et Mussolini invoque sa corpulence inadéquate, et c'est donc Suki Yaki qui entre dans la malle. Là, il est accidentellement assommé par Kela, qui tente de repousser un orang-outan ayant découvert le tunnel sous le coffre. De ce fait, le singe prend la place de Kela dans le tour, ce qui amuse beaucoup Paj Mub. Il accepte de signer le contrat, mais alors que « Suki Yaki » est censé signer devant le grand chef, le singe asperge d'encre Hitler et Mussolini, ce qui incite Paj Mub à envisager de signer le traité le lendemain matin et de garder le singe dans la même tente que ses invités étrangers pour la nuit.
Alors que les festivités ont lieu, Spense et ses hommes capturent le sous-marin qui a amené les chefs de l'Axe à Norom. En enquêtant peu après sur le camp du Grand Chef, Spense tombe sur Benson, qui lui révèle la présence des trois plus importants chefs de l'Axe sur cette île. Poursuivant son plan, Benson réveille Suki Yaki de son inconscience et, avec l'aide du général, parvient à convaincre Hitler et Mussolini que Paj Mub a l'intention de les trahir. Après avoir regagné le sous-marin, Hitler manifeste sa gratitude envers Benson en le faisant sortir du navire à coups de poing, mais il est subrepticement sorti de l'eau par ses coéquipiers, qui se cachent des dirigeants de l'Axe lorsqu'ils montent à bord du bateau pour le voyage de retour.
Alors que le sous-marin est en route, l'opérateur radio reçoit un message indiquant qu'un navire de réfugiés alliés a été torpillé et que ses passagers ont été massacrés, ce qui met Hitler de bonne humeur. Furieux, Benson tente de donner une bonne leçon à Hitler, mais Spense l'en empêche en invoquant la clause de la Convention de Genève sur le traitement des prisonniers de guerre. Benson renonce à employer la force mais il verrouille la porte de la cabine d'Hitler et annonce faussement par l'interphone que le sous-marin est en train de couler, ce qui rend les dirigeants de l'Axe hystériques pendant un certain temps, avant de révéler joyeusement la présence des Américains sur le bateau.
Entre-temps, Popoff est devenu fou à cause de la promesse d'Hitler de le faire fusiller pour son supposé échec avec Paj Mub. Il détruit les instruments de navigation du sous-marin lorsqu'il est laissé sans surveillance, laissant les marins aveugles en mer. Le sous-marin s'échoue, le nez en l'air, sur le rivage d'une île tropicale. Pensant que le sous-marin est piégé sous l'eau, les chefs de l'Axe, désespérés, décident de se faire remonter à la surface par les tubes lance-torpilles. Le film se termine avec Benson et Spense regardant Hitler, Suki Yaki et Mussolini coincés la tête la première dans le sable de l'île, leurs pieds gigotant dans l'air.

## Fiche technique
Sauf indication contraire, les informations mentionnées dans cette section peuvent être confirmées par la base de données cinématographiques IMDb,  présente dans la section « Liens externes ».
- Titre original : That Nazty Nuisance
- Titre français : L'Île des loufoques
- Réalisation : Glenn Tryon

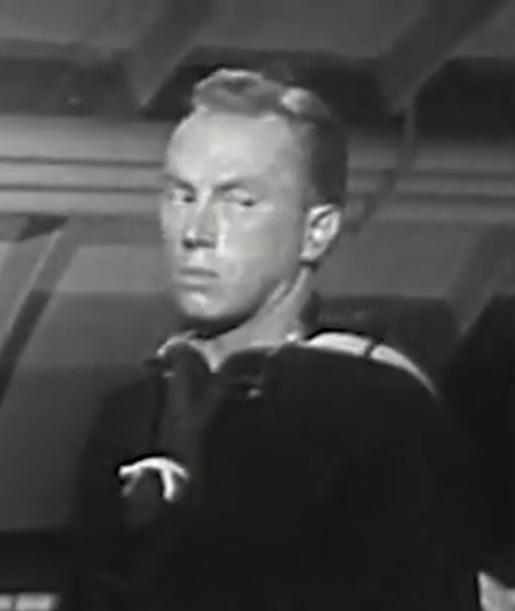

- Scénario : Earle Snell et Clarence Marks
- Musique : Edward Ward
- Montage : Bert Jordan
- Production : Glenn Tryon
- Société de production : Hal Roach Studios
- Pays de production :  États-Unis
- Langue originale : anglais américain
- Format : noir et blanc — 35 mm — 1,37:1 — son : mono
- Genre : comédie satirique, aventure
- Durée : 50 minutes (réduit à 42 minutes en diffusion TV)
- Dates de sortie :
  - États-Unis : 28 mai 1943 (première)
  - France : 19 mai 1948

## Distribution
- Bobby Watson : Adolf Hitler[1]
- Joe Devlin (en) : Benito Mussolini
- Johnny Arthur : « Suki Yaki »
- Frank Faylen : le marin Benson
- Jean Porter : Kela, l'assistante du magicien
- Ian Keith : chef Paj Mub
- Henry Victor : Kapitan von Popoff
- Emory Parnell : capitaine Spense

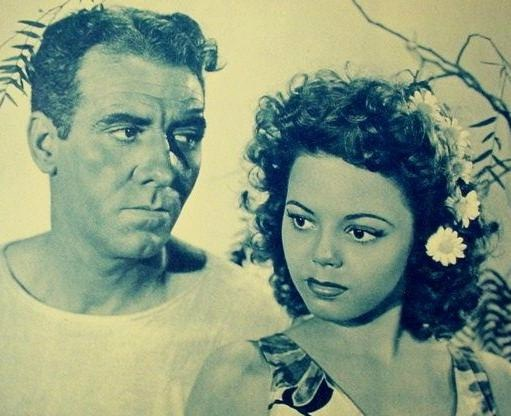
Frank Faylen et Jean Porter

- Charley Rogers : Joseph Goebbels (non crédité)
- Wedgwood Nowell : Heinrich Himmler (non crédité)
- John Berkes : le magicien (non crédité)
- Henry Rowland (en) : officier radio du sous-marin nazi (non crédité)
- Ed Lewis : premier garde de Paj Mub (non crédité)
- Rex Evans : Hermann Göring (non crédité)
- « King Kong » Kashey : second garde de Paj Mub (non crédité)
  - Jiggs le chimpanzé (en) : le singe (non crédité)
  - Hal Roach : voix du présentateur